# Comuna Kapustînți, Zbaraj
Kapustînți (în ucraineană Капустинці) este o comună în raionul Zbaraj, regiunea Ternopil, Ucraina, formată din satele Kapustînskîi Lis, Kapustînți (reședința), Musorivți și Zarudeciko.

## Demografie
Componența lingvistică a comunei Kapustînți
     Ucraineană (99,48%)
     Alte limbi (0,52%)
Conform recensământului din 2001, majoritatea populației comunei Kapustînți era vorbitoare de ucraineană (99,48%), existând în minoritate și vorbitori de alte limbi.